# Yautepec
Yautepec é um município do estado de Morelos, no México.